# Shin Megami Tensei: Devil Survivor
Shin Megami Tensei: Devil Survivor es un videojuego de rol táctico de la serie Megami Tensei desarrollado por Atlus para Nintendo DS. Fue lanzado en Japón el 15 de enero de 2009 y en Norteamérica el 23 de junio de 2009. Atlus también desarrolló un port mejorado para Nintendo 3DS, llamado Shin Megami Tensei: Devil Survivor Overclocked,y lo lanzó en 2011 para Japón y América del Norte, mientras que en 2013 fue lanzado para Europa.
Devil Survivor está ambientado en Tokio de la época actual y sigue a un estudiante de 17 años y sus amigos, que experiementan un brote de demonios que hace sucumbir a Tokio, el cual es puesto en cuarentena. El protagonista también descubre que tiene la capacidad de ver los días restantes de vida de una persona y decide ponerse en marcha con sus amigos para evitar tantas muertes como sea posible. Devil Survivor es un videojuego de rol táctico en el que el jugador (junto a la IA) controlan varios escuadrones compuestos por un líder y dos combatientes secundarios. Entre combates, el jugador puede explorar varios distritos de Tokio para avanzar en la trama hablando con personajes específicos, descubrir nueva información o participar en "batallas libres". La narrativa puede ramificarse de múltiples maneras que resultan en diferentes finales, que dependen de las decisiones del jugador durante los momentos críticos de la historia.
El juego fue diseñado para atraer a los recién llegados al género. Tuvo éxito comercial en Japón, vendiendo 106.997 unidades. Los críticos elogiaron la historia y la jugabilidad que permitieron una rejugabilidad múltiple. Overclocked recibió una respuesta crítica similar, aunque menor, debido a la adición y falta de mejoras al port realizado. La serie recibió una adaptación a manga y un CD dramático. En 2011 se lanzó una secuela, Shin Megami Tensei: Devil Survivor 2 .

## Jugabilidad
Devil Survivor es un juego de rol táctico. El jugador asume el papel de un joven estudiante de segundo año de secundaria. Entre combates, el jugador puede explorar varios distritos de Tokio para avanzar en la trama, que incluye peleas, hablar con distintos personajes, descubrir nueva información o participar en "batallas libres" que no se basan en la historia pero que pueden usarse para mejorar las habilidades y experiencia del grupo. La historia se encuentra dividida en 7 días (8 en Devil Survivor Overclocked), ciertas actividades basadas en la trama harán avanzar el reloj del juego una cantidad de tiempo determinada y pueden provocar que otras actividades dejen de estar disponibles o que se cree una nueva actividad. La historia general del juego no es lineal y las decisiones tomadas anteriormente en el juego pueden afectar qué personajes y batallas están disponibles en la última parte del juego. La versión mejorada de Devil Survivor para 3DS presenta un octavo día, que continúa con cuatro de los seis finales.
A cada personaje se le pueden asignar dos demonios. El jugador puede adquirir nuevos demonios, hasta 24 en total, intentando ganar subastas de demonios utilizando macca (la moneda del juego) recogida en la batalla.

### Combate

Una pelea en Devil Survivor que muestra las estadísticas de los enemigos en la parte superior y todos los luchadores en la parte inferior.

En situaciones de combate, el jugador se turna con los oponentes controlados por la IA para derrotar a los enemigos y cumplir ciertos objetivos de la misión, como ayudar a personajes inocentes a escapar del campo de manera segura, mientras evita condiciones que harán que la misión termine en fracaso. Tanto el jugador como la IA controlan una serie de escuadrones compuestos por un líder y dos combatientes secundarios. En cada turno, un escuadrón puede moverse y atacar a un enemigo, y sus miembros individuales pueden realizar una acción adicional (Extra Turn), como curar al escuadrón, mejorar su ataque, lanzar efectos de estados de debilidad a un escuadrón contrario o, en el caso de los personajes humanos, convocar a un nuevo demonio para reemplazar a uno inconsciente. Al atacar a un enemigo, el juego le permite al jugador seleccionar una acción para cada miembro del escuadrón y la IA hace lo mismo para su escuadrón. Ciertas acciones en combate pueden otorgarle a un miembro específico del escuadrón la capacidad de realizar una acción de ronda de combate adicional después de la resolución del combate, como atacar la debilidad de un oponente. Si bien cualquiera de los tres miembros del escuadrón contrario pueden ser objetivo de acciones de combate, el líder permanece fuerte mientras cualquiera de las dos unidades de apoyo aún conserva salud. Sin embargo, si la salud del líder se reduce a cero, todo el escuadrón queda eliminado incluso si las dos unidades de apoyo permanecen con vida. Para el jugador, este puede ganar más experiencia eliminando primero a los miembros del escuadrón de apoyo antes de atacar al líder, pero hacer esto también puede extender la duración de la batalla y presentar un mayor riesgo para sobrevivir. Derrotar enemigos individuales en batalla gana puntos de experiencia para el jugador y sus unidades, y "macca", una forma de moneda utilizada en el juego. Completar una batalla permite ganar experiencia adicional y macca para todas las unidades del jugador y revivir por completo las unidades caídas.
El jugador controla hasta cuatro escuadrones, cada uno liderado por uno de los principales personajes humanos del juego con demonios convocados como unidades de apoyo; La mayoría de los enemigos que enfrentamos en el juego son escuadrones de demonios o un domador de demonios con sus propios demonios convocados. Cada unidad tiene hasta siete habilidades — tres activas que conducen a acciones de combate, tres pasivas que afectan las estadísticas, fortalezas y debilidades de la unidad, y un espacio final para comportamientos específicos de una raza para demonios o para personajes humanos como mejorar las estadísticas (buff) de su escuadrón al comienzo de una ronda de combate. Para los demonios, las nuevas habilidades se aprenden ya sea subiendo de nivel, siendo entrenado por el jugador una nueva habilidad después de derrotar a una cierta cantidad de enemigos, o como resultado de una "fusión", heredando la habilidad de uno de los dos demonios utilizados en la fusión. Los personajes humanos obtienen habilidades a través de la mecánica "Skill Crack" cuando se enfrentan a demonios u otros oponentes; Para "crackear" una habilidad, el jugador debe seleccionar a una habilidad específica de una unidad específica en el campo para cada personaje humano antes de empezar la batalla, y luego derrotar a esa unidad con el escuadrón de ese personaje específico. Una vez "descifrada", el jugador puede asignar estas habilidades a todos los personajes humanos de sus escuadrones de combate.

## Trama

### Escenario y personajes

El juego se desarrolla en el Tokio moderno después de ser puesto en cuarentena.

Devil Survivor está ambientado en el Tokio actual, que es puesto en cuarentena después de un brote de demonios, lo que provoca que el área no tenga electricidad y varias personas no tengan acceso a sus hogares.El protagonista del juego es un estudiante de 17 años cuyo nombre y acciones las decide el jugador. A él se unen el hacker Atsuro Kihara y Yuzu Tanikawa, en dónde el grupo se hace capaz convocar demonios usando dispositivos electrónicos conocidos como COMP creados por el primo del protagonista, Naoya.Más tarde, el grupo une fuerzas con Keisuke Takagi, amigo de escuela de Atsuro que tiene un fuerte sentido de la justicia;Midori Komaki, una idol fanática del cosplay, que personifica su papel en la protección de los inocentes de los demonios; Eiji "Gin" Kamiya, el gerente de un bar en el cual bandas tocan; Tadashi "Kaido" Nikaido, el carismático líder de la pandilla callejera, los "Shibuya Daemons";Mari Mochizuki, una tutora de escuela primaria que busca al demonio que mató a su amante; Misaki Izuna, una oficial militar que supervisa la cuarentena; Amane Kuzuryu, la hija del líder de los Shomonkai, un culto religioso que parece estar detrás del brote demoníaco; y Black Frost, un demonio que ayuda a otros demonios más débiles de ataques humanos despiadados después de ser salvado por Midori. Otros aliados incluyen: Yoshino "Haru" Haruzawa, una cantante que cree que su canción fue responsable del brote demoníaco; Yasuyuki Honda, un hombre de negocios atrapado en la cuarentena mientras su hijo, quién está fuera de ella, es sometido a una grave operación; y Shoji, una periodista que había estado investigando los acontecimientos que condujeron a la cuarentena antes de que comenzara.

### Historia
Un día, el protagonista descubre que él y sus dos amigos, Atsuro Kihara y Yuzu Tanikawa, recibieron un dispositivo electrónico modificado llamado COMP de su primo mayor, Naoya. Mientras indigan acerca de su propósito, se produce un brote de demonios en Tokio y una gran zona de la ciudad es puesta en cuarentena por las Fuerzas Terrestres de Autodefensa japonesas, negando energía, comunicaciones y comida a quienes están atrapados en su interior. La situación caótica da lugar a vigilantes que se encargan de luchar contra los demonios o incluso atacar a humanos más débiles. El protagonista y sus amigos descubren que sus COMP les permiten convocar demonios útiles para luchar contra otros demonios, permitiéndoles sobrevivir a los ataques.El protagonista también descubre que tiene la capacidad de ver el "reloj de la muerte" de una persona, que representa cuántos días le quedan de vida. Mientras lo usa para ayudarse a sí mismo y a sus amigos a cambiar su propio destino, el protagonista se entera del viejo amigo de Atsuro, Keisuke Takagi, que todos los que estén en cuarentena morirán dentro de siete días debido a circunstancias desconocidas.
Mientras intentan descubrir el misterio del encierro, se encuentran con varios personajes aliados jugables. Con su ayuda derrotan al amenazador demonio Beldr. Esto hace que el protagonista se convierta en parte de la "Guerra de Bel" para liberar al mundo de los demonios, convirtiéndolo así en un objetivo para todos los demás demonios que compiten con él, siendo el séptimo día el día en el que se enfrentará al siguiente Bel. A través de su investigación, el protagonista y sus aliados descubren que el brote demoníaco es el resultado de una batalla planificada entre ángeles y demonios, como medida para juzgar el valor de la humanidad. Si después de siete días no se detiene a los demonios, los ángeles destruirán a la humanidad. El gobierno japonés había estado al tanto de este evento durante años y había promulgado la Ley PSE como salvaguardia, que incorporó dispositivos electromagnéticos controlados remotamente en todos los productos electrónicos de consumo; Si no se puede detener el brote de demonios, el gobierno puede usar estos dispositivos en el último momento para destruir todos los seres vivos dentro de la cuarentena, tanto humanos como demonios.
En el quinto día, la pandilla se encuentra con Naoya, quien le revela sus intenciones de que su primo gane el Trono de Bel. También se revela que trabajó con los Shomonkai para crear los programas para convocar demonios y desencadenar este evento, inicialmente a través del teclado utilizado por Aya, uno de los miembros de la banda de Haru. El Shomonkai buscó traer al rey de los demonios Belberith al mundo para que los demonios ganaran la batalla, y Naoya requirió que el protagonista y sus amigos sobrevivieran el tiempo suficiente para que ocurriera este evento. Dependiendo del camino que tomen los jugadores, el protagonista descubre que Naoya y él mismo son las reencarnaciones de los personajes bíblicos Caín y Abel, respectivamente, razón por la cual el protagonista puede convertirse en el nuevo Mesías.
Numerosas decisiones tomadas por el jugador afectarán a sus amigos y aliados, y el juego tiene varios finales. Prevenir la rebelión de los demonios se puede lograr de varias maneras; si el jugador sigue a Amane, derrota a los Bels restantes y toma el control de los demonios en nombre de Dios;si el jugador sigue a Naoya, toma el control de los demonios como el Señor de Bel y declara la guerra a Dios;si el jugador sigue a Atsuro, el grupo convence a Naoya de reprogramar el servidor de invocación de demonios para permitir que toda la humanidad acceda a tecnología basada en demonios, creando una tercera revolución tecnológica; Si el jugador sigue a Gin, con la ayuda de Haru, el grupo destierra permanentemente a los demonios del reino humano. El jugador también puede seguir a Yuzu y escapar del encierro para salvarse, permitiendo que los demonios escapen de Tokio y causen estragos en el mundo.

## Desarrollo
Devil Survivor fue publicado y desarrollado por Atlus, concretamente por miembros del en ese entonces recientemente adquirido Career Soft. El juego fue diseñado para que los recién llegados a los juegos de estrategia lo disfrutaran.En lugar de simplificar el sistema de juego, Atlus mezcló diferentes elementos de juego para crear un nuevo sistema de lucha. Las batallas se diseñaron para que los jugadores de juegos anteriores de Megami Tensei las encontraran familiares. Características como los turnos adicionales (Extra Turn) que se obtienen al explotar la debilidad de un enemigo se basaron en otros de Megami Tensei, cómo el sistema Press Turn introducido en Shin Megami Tensei III: Nocturne, o su variante One More introducido en Persona 3. El juego también reincorpora demonios vistos anteriormente en la franquicia y agrega otros nuevos, siendo Kazuma Kaneko el responsable de los diseños originales de la mayoría de los demonios así cómo también el responsable de las varias versiones del jefe final Babel, que era nuevo en la franquicia.El uso de tres personajes por unidad fue diseñado para permitir al jugador probar diferentes combinaciones.
Atlus quería captar una audiencia más amplia con este juego. Para ello adoptaron un enfoque de novela ligera mientras escribían su historia y contrataron al mangaka Suzuhito Yasuda para el diseño de los personajes humanos. Aunque querían diferenciar a Devil Survivor de los juegos anteriores de Megami Tensei, el equipo aún quería asegurarse de que perteneciera a la serie en esencia. Consideraron que la serie era famosa por su narrativa oscura y querían mantenerla intacta. Para que el juego fuera accesible para los seguidores de la serie, decidieron centrarse más en el desarrollo de los demonios que en la estrategia de combate. Durante el desarrollo del juego, el personal recibió comentarios positivos de los jugadores en el sentido de que el juego todavía se sentía como un juego de rol. Descubrieron que la Nintendo DS era adecuada para Devil Survivor debido a su pantalla dual que encajaría en juegos de simulación. Su dicho al comenzar el desarrollo fue "Démosle nueva vida a la serie y realmente cambiemos las cosas".
A diferencia de las series Shin Megami Tensei y Persona, donde los jugadores buscaban las respuestas "correctas", Devil Survivor evita esto y tiene opciones más controvertidas que motivarían a los jugadores a volver a jugar el juego. Cuando se le preguntó si Devil Survivor se inspiró en The World Ends with You de Square Enix, Atlus afirmó que, si bien tenía similitudes con el límite de siete días de The World Ends with You y estaba ambientado en el Japón actual, muchos de los elementos que se encuentran en The World Ends with You se han visto en juegos anteriores de Megami Tensei.
Su música fue compuesta por Takami Asano (de la banda Godiego) y, si bien el personal de Atlus la encontró diferente del juego anterior, creían que encajaba con el juego.Atlus abrió un sitio web teaser para Devil Survivor, que reveló tanto al compositor como al ilustrador del juego. El tema principal del juego es "Reset" interpretado por Aya Ishihara y el tema principal de la versión 3DS es "Soul Survive" compuesto por Ryota Kozuka e interpretado por Junko Minagawa, quien también dio voz a Haru en la versión japonesa de Devil Survivor Overclocked y en el CD Drama.
Se lanzaron dos bandas sonoras originales del juego: Devil Survivor Original Remix Soundtrack fue lanzada el 11 de enero de 2009 por Lantis. La banda sonora de Overclocked se lanzó el 25 de noviembre de 2011.

## Overclocked
El 23 de agosto de 2011 se lanzó en Norteamérica una versión mejorada del juego para Nintendo 3DS. Antes de su lanzamiento, Atlus la anunció en el E3 2010 . Más tarde se reveló por completo como Shin Megami Tensei: Devil Survivor Overclocked.  Las nuevas características incluyen una trama adicional con un octavo día que explora más a fondo la resolución de la trama. También está disponible un compendio que permite al jugador recuperar demonios perdidos. También tiene actuación de voz completa, lo que preocupó al personal debido a la posibilidad de que 20.000 palabras de diálogo no encajaran en el cartucho. El juego también tiene la posibilidad de elegir diferentes niveles de dificultad y más de 150 demonios (un aumento con respecto al juego original, que presentaba 130 demonios). Shin Megami Tensei: Devil Survivor Overclocked se lanzó en Norteamérica el 23 de agosto de 2011. El juego recibió críticas en su mayoría positivas por los gráficos mejorados, la actuación de voz y el octavo día, pero fue criticado por la falta de escenas en 3D. Ghostlight lanzó el juego en Europa el 29 de marzo de 2013. 
En el lanzamiento europeo inicial de Devil Survivor Overclocked, prevalecieron algunos errores; entre estos se encontraban varios crasheos en el juego, como después de que el jugador convocara a un demonio durante una batalla y otro crasheo que ocurría durante las subastas de demonios. Ghostlight, el editor, hizo un anuncio al respecto el 31 de marzo de 2013 y dijo que estaban haciendo todo lo posible para solucionar los problemas lo antes posible.El 24 de abril de 2013, Ghostlight anunció que un parche de corrección de errores había pasado las pruebas y se enviaría a Nintendo para su distribución. Fue lanzado el 28 de mayo de 2013.
Mediante Famitsu se anunció una secuela para Nintendo DS, Devil Survivor 2, en marzo de 2011. Fue lanzado en Japón el 28 de julio de 2011 y en Norteamérica el 28 de febrero de 2012. Una vez más, los diseños de personajes corren a cargo de Suzuhito Yasuda con monstruos diseñados por Mohiro Kitoh.

### El octavo día
El octavo día (8th Day) es un nuevo capítulo ambientado después de los eventos del Devil Survivor original, que amplía tres de los finales del juego original. 
En el octavo día de Yuzu, el protagonista, Yuzu y Atsuro escapan del encierro solo para descubrir que las SDF los han tildado de terroristas y han detenido a sus familias. Para limpiar sus nombres, regresan al encierro y aceptan trabajar con las fuerzas especiales de las SDF para eliminar a los demonios restantes y destruir al dios de Shomonkai, Belberith. Si el jugador emprende una misión secundaria para restaurar la barrera que separa los mundos humano y demoníaco, la invasión demoníaca termina; de lo contrario, los demonios seguirán invadiendo el mundo.
En el octavo día de Naoya, el protagonista se entera de que Metatron mantiene a Tokio como rehén y extiende el bloqueo, lo que obliga a los domadores de demonios restantes a matar al nuevo Señor Supremo. Si el protagonista decide evitar matar a los domadores de demonios, las personas encerradas verán gradualmente a los ángeles como su verdadero enemigo. Esto culmina cuando Yuzu, Amane y el Capitán Izuna reúnen a la gente de la Línea Yamanote detrás del Señor Supremo en oposición a la tiranía de Dios. Después de derrotar a Metatron, el protagonista pronto se marcha para reunir a los demonios en una guerra contra la Hueste Celestial. Si el protagonista decide matar tanto a los domadores de demonios como a los ángeles que se interponen en su camino, pronto los humanos encerrados lo temen. Esto da como resultado que Yuzu y Midori se alíen con Metatrón en un intento de detenerlo. Una vez derrotado, el Señor Supremo pronto extiende su poder a Japón y pronto al resto del mundo humano, uniéndolos gradualmente como una sola nación bajo su gobierno despótico antes de declarar la guerra contra YHWH mismo.
En el octavo día de Amane, el protagonista intenta guiar a la gente del encierro hacia la salvación. Esto provoca que Okuninushi, el creador de Japón, se resista a la influencia del Mesías empoderando a los domadores de demonios. Lanza un ultimátum: el Mesías debe guiar al primer asesino, Caín/Naoya, hacia la salvación o, de lo contrario, destruirá Japón y lo recreará de nuevo. Al intentar acercarse a Naoya, el protagonista lo perdona por el asesinato original y trata de convencerlo de que se arrepienta. Naoya llega para ayudar al grupo en la batalla contra Okuninushi colocando una barrera para evitar que resucite. Tras la derrota, Okuninushi acepta abdicar de Japón al Mesías.

## Medios relacionados
Geneonuniversal lanzó un CD de drama para el juego el 26 de agosto de 2009. Actúa como un resumen abreviado de los acontecimientos del juego.
La adaptación al manga de Devil Survivor se anunció por primera vez en mayo de 2012. Comenzó la serialización en la revista Monthly Shonen Sirius de Kodansha . La historia y el arte están a cargo de Satoru Matsuba.Su primer volumen de tankōbon se lanzó el 9 de abril de 2013 y al 8 de noviembre de 2013, se lanzaron tres volúmenes.

## Recepción
El juego recibió una recepción crítica positiva con un promedio de 84 en Metacritic.   Considerado una "adición bienvenida" a la serie Shin Megami Tensei por GameZone, Devil Survivor fue elogiado por su sistema de batalla único, su historia y su estilo artístico general en comparación con otros juegos del género RPG general y del género RPG táctico.  GamePro elogió las adiciones de características que se ven a menudo en Vandal Hearts y Disgaea, como la implementación de batallas basadas en cuadrículas como una desviación de la serie Shin Megami Tensei, pero señaló que el combate no fue "increíblemente profundo". Como resultado, el sistema de combate fue uno de los principales focos de críticas por parte de GamePro.  1UP.com señaló que aunque el juego a menudo se compara con The World Ends with You de Square Enix lanzado en 2007, los juegos solo son similares durante la primera hora de Devil Survivor y que era una tradición común en Megami Tensei que se presentarán este tipo de historias a las que se compararon con el juego de Square Enix. 
El estilo artístico general fue elogiado en general, principalmente por los monstruos y demonios "pulidos y llenos de estilo sutil". También fue ampliamente elogiada la historia y sus seis finales alternativos, que permiten la rejugabilidad. Aunque tiene innumerables referencias bíblicas y mitológicas y una cantidad anormalmente grande de texto, tiene una historia sólida que puede mantener a los jugadores interesados.  La música fue "impredecible, dependiendo de tus gustos" por parte de GameZone, mientras que RPGamer la encontró decente a pesar de no ser tan atractiva como las bandas sonoras anteriores de Megami Tensei. Reseñas como la de IGN, señalaron que el juego tiene "mucha profundidad, todo lo cual se fusiona para crear uno de los mejores juegos de rol del año hasta ahora". El juego también fue nominado en los premios Best Genre Awards 2009 de GameSpot en la categoría de juegos de rol.
Shin Megami Tensei: Devil Survivor Overclocked recibió una crítica positiva por parte de GamesRadar por sus gráficos mejorados, la inclusión de actuación de voz y el octavo día, pero también fue criticado por la falta de escenas en 3D.NintendoLife comentó que si bien el port no ofrece varias características nuevas, sigue siendo un juego atractivo y lo llamó "uno de los juegos 3DS más pesados que existen, con múltiples finales y toneladas de contenido para explorar".  RPGamer encontró atractiva la mayor parte de las actuaciones de voz a pesar de que había pocos actores que pudieran molestar a los jugadores.El octavo día fue visto como una de las características más atractivas de Overclocked para ampliar la historia del juego y agregar un nuevo jefe.En general, la puntuación media de Overclocked fue ligeramente inferior a la del original con una media de 78 en Metacritic. 
Durante su primera semana en Japón, Devil Survivor vendió un total de 55.466 unidades, ubicándose como el tercer juego más vendido.Otras 18.260 unidades se vendieron en la última semana de enero de 2009. En 2009, vendió un total de 106.997 unidades, convirtiéndose en el 112.º juego más vendido de Japón.Por otro lado, las ventas en Occidente fueron menores e IGN informó que el juego vendió 40.000 copias en septiembre de 2009. Overclock vendió 21.809 copias en su primera semana de lanzamiento en Japón.A finales de año alcanzó un total de 39.801 unidades vendidas.

### Secuela
El juego recibió una secuela en 2011 llamada Shin Megami Tensei: Devil Survivor 2 para Nintendo DS, que cuenta la historia de estudiantes de secundaria japoneses que recibieron un correo electrónico de un sitio web que predecía muertes y las usaban para controlar demonios y luchar contra el destino en todo Japón.